# Belo pole (distrikt i Bulgarien, Blagoevgrad)
Belo pole (bulgariska: Бело поле) är ett distrikt i Bulgarien.   Det ligger i kommunen Obsjtina Blagoevgrad och regionen Blagoevgrad, i den västra delen av landet, 80 kilometer söder om huvudstaden Sofia. Antalet invånare är 655. Arean är 2,6 kvadratkilometer.
Terrängen i Belo pole är platt.
Omgivningarna runt Belo pole är en mosaik av jordbruksmark och naturlig växtlighet. Runt Belo pole är det ganska glesbefolkat, med 43 invånare per kvadratkilometer.